# Sarcophaga pumila
Sarcophaga pumila är en tvåvingeart som beskrevs av Johann Wilhelm Meigen 1826. Sarcophaga pumila ingår i släktet Sarcophaga och familjen köttflugor.
Artens utbredningsområde är Tyskland. Arten är reproducerande i Sverige. Inga underarter finns listade i Catalogue of Life.